# Cadibarrawirracannameer
Het Cadibarrawirracannameer (Engels: Lake Cadibarrawirracanna) is een zoutmeer in het centrale gedeelte van de Australische deelstaat Zuid-Australië. Het ligt in het noordoosten van de Woomera Prohibited Area, ten westen van het Eyremeer, ongeveer halfweg tussen de opaalstad Coober Pedy en de Oodnadatta Track. Het meer heeft de langste plaatsnaam in Australië.

## Liedje
Het liedje Carra Barra Wirra Canna van Rolf Harris over het meer en de naam ervan:
There's a lake in South Australia, Little lake with lovely name

And the story wound around it From the picaninnies came

Every night the native mothers Croon this lovely lullaby

Croon across the moonlit waters, to the star up in the sky

CHORUS:

Carra Barra Wirra Canna, Little star upon the lake

Guide me through the hours of darkness, Keep me safely till I wake.

Piccaninnies' heads are nodding, Drowsy crooning fills the air

Little eyes at last are closing, And the boat of dreams is there

Guide my boat across the waters, Cross the waters still and deep

Light me with your little candle, Safely to the land of sleep.

CHORUS